# Jon Turteltaub
Jon Turteltaub est un réalisateur, producteur et scénariste américain, né le 8 août 1963 à New York, (États-Unis).

## Biographie
Jonathan Charles Turteltaub est né le 8 août 1963 à New York d’un des deux enfants de l’écrivain de comédie Saul Turteltaub, connu pour son travail avec Sanford and Son et son épouse, Shirley Steinberg.
Jon Turteltaub est diplômé de la Wesleyan University et de l'USC School of Cinematic Arts.
Il a réalisé plusieurs films grand public pour les studios Walt Disney Pictures, notamment : Ninja Kids (1992), Rasta Rockett (1993), L'Amour à tout prix (1995), Phénomène (1996), Instinct (1999), Sale Môme (2000), Benjamin Gates et le Trésor des Templiers (2004) ainsi que sa suite de 2007, et L'apprenti sorcier (2010),.
Jon Turteltaub a par ailleurs produit la série télévisée de CBS Jericho et en a également dirigé les trois premiers épisodes.

### Vie privée
Jon Turteltaub est marié à Amy Eldon, écrivaine et productrice de télévision britannique. Ils ont trois enfants : Jack, Daniel, Arabella Rose. Eldon est la sœur du photojournaliste Dan Eldon, qui a été lapidé aux côtés de plusieurs autres journalistes en Somalie en 1993.
Jon Turteltaub et sa famille résident à Malibu, en Californie, juste à côté de ses beaux-parents. Il siège au Conseil Créatif de Represent.Us, une organisation apolitique de lutte contre la corruption[réf. nécessaire].

## Filmographie

### Comme réalisateur
- 1990 : Think Big
- 1991 : Trabbi Goes to Hollywood (en)[5]
- 1992 : Ninja Kids (3 Ninjas)
- 1993 : Rasta Rockett (Cool Runnings)
- 1995 : L'Amour à tout prix (While You Were Sleeping)
- 1996 : Phénomène (Phenomenon)
- 1999 : Instinct
- 2000 : Sale Môme (Disney's The Kid)
- 2001 : More, Patience (TV)
- 2004 : Benjamin Gates et le Trésor des Templiers (National Treasure)
- 2008 : Benjamin Gates et le Livre des secrets (National Treasure: Book of Secrets)
- 2010 : L'Apprenti sorcier (The Sorcerer's Apprentice)
- 2013 : Last Vegas
- 2018 : En eaux troubles (The Meg)

### Comme producteur
- 1997 : RocketMan
- 2000 : Sale Môme (The Kid)
- 2001 : Role of a Lifetime
- 2004 : Benjamin Gates et le Trésor des Templiers (National Treasure)
- 2006 : Jericho (série télévisée)
- 2009 : Harper's Island (série télévisée)

### Comme scénariste
- 1990 : Think Big
- 1991 : Sacré sale gosse (Dutch)